# Tsjechische rode

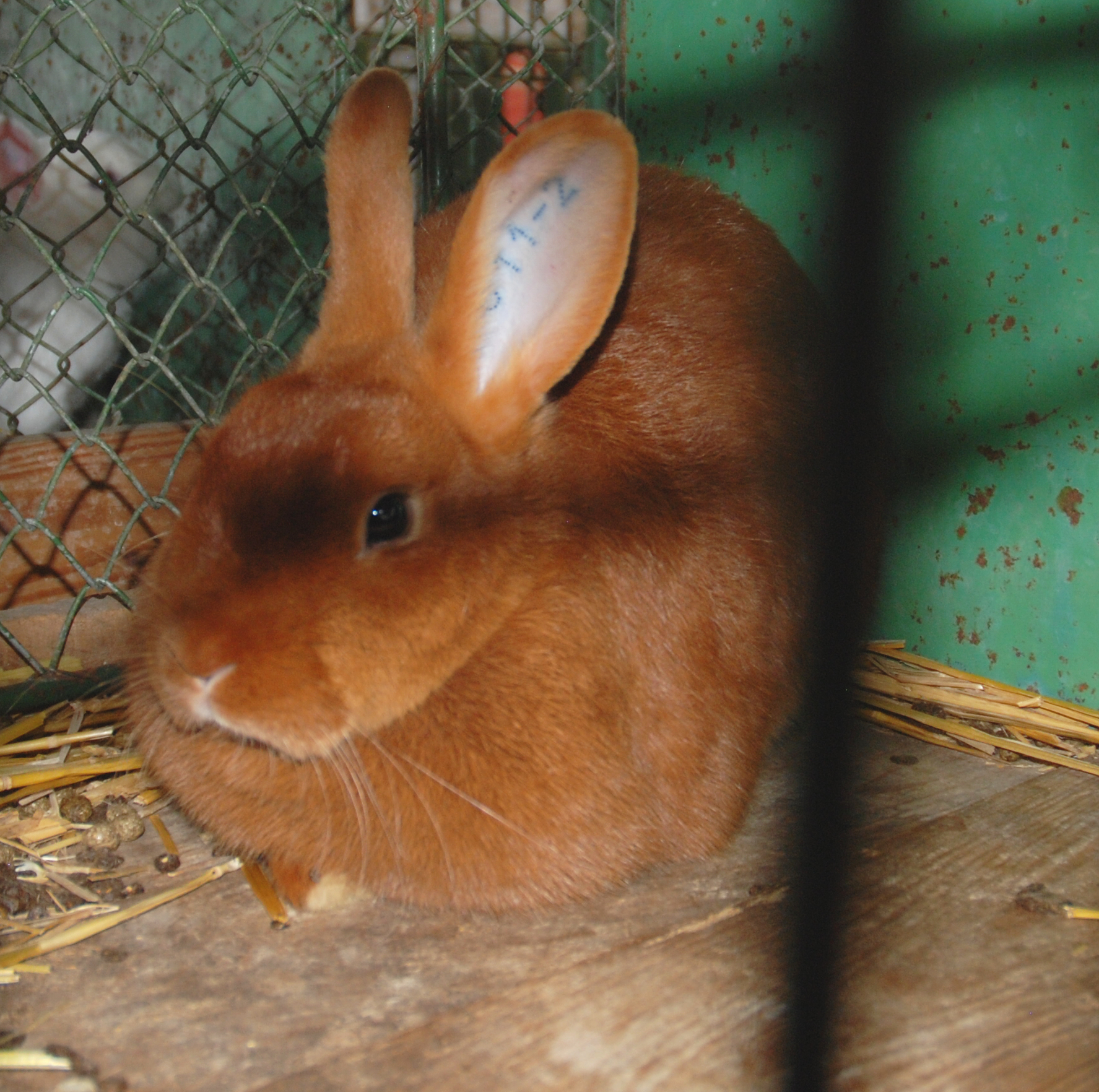
Tsjechische rode

De Tsjechische rode is een konijnenras dat erkend is in de Tsjechische standaard. Het dier zou gefokt zijn door fokker Theodor Svododa uit Praag sinds 1940. Het gewicht is aan de lage kant (ideaal gewicht ongeveer 2,50-3,20 kg).